# Church Street (Manhattan)
Church Street je severo-jižní ulice na Dolním Manhattanu v New Yorku. Začíná na východně-západní ulici Canal Street a její jižní konec se nachází u mrakodrapu Three World Trade Center, odkud pokračuje dále na jih, ale již pod názvem Trinity Place. Pod tímto názvem vede až na úplný konec Manhattanu, k Battery Parku. Church Street existuje nejméně od roku 1761. Jejím vlastníkem byl Kostel Nejsvětější Trojice, který ji v roce 1804 svěřil městu. Právě podle kostela (anglicky Trinity Church) ulice dostala svůj název (podle téhož kostela dostala název jak Church Street, tak i Trinity Place).